# Elke Van Mello
Elke Van Mello (1 december 1980) is een Vlaamse actrice en presentatrice die anno 2024 werkt bij radiozender VRT De Tijdloze. Ze was eerder jarenlang een vaste stem bij radiozender Joe tot haar overstap naar zusterzender Willy. 
Als actrice speelde ze onder meer in de komische reeks  Auwch, waarin ze de vrouw van Ben Segers speelt, en een aangepaste versie van zichzelf vertolkt. Ze speelde een hoofdrol in de films Niet schieten (Stijn Coninx) en Cruise Control (Rudi Van Den Bossche). 

## Radio
Elke Van Mello startte in 2005 als radiopresentatrice bij het toenmalige 4fm en maakte in 2008 de overstap naar Q-music, waar ze tot en met 2010 co-presentator was van de ochtendshow Ornelis & Rogiers. Begin 2011 keerde ze terug naar Joe fm, de opvolger van 4fm, waar ze sindsdien weer haar eigen programma's presenteert. In 2021 stopt ze als presentatrice bij Joe. Sinds maart 2022 werkt ze bij Willy, de digitale rockzender van DPG Media. Na de zomer van 2023 ging ze aan de slag bij digitale radiozender De Tijdloze, de classics-versie van Studio Brussel.

## Televisie
Sinds ze radio begon te maken voor de Vlaamse Media Maatschappij, het huidige DPG Media, is Van Mello door de omroep ook ingezet als zenderstem en docustem van zijn verschillende televisienetten. Daarnaast was Van Mello van 2013 tot 2015 een van de vaste gezichten van de digitale televisiezender Libelle Tv.  

## Filmografie
- Wittekerke (2007) - als Tamara Quintens
- Familie (2008)
- Binnenstebuiten (2013) - als Lien
- Connie & Clyde (2013) - als flirt van Don Jos
- Safety First (2013)
- Plan Bart (2014) - als presentatrice
- Auwch_ (2016-2019) - (hoofdrol) als zichzelf
- Niet schieten (2018) - (hoofdrol) als Therese Van den Abiel
- Familie (2018) - als Inge
- De laatste dagen (2019) - als Kim Schotte
- Cruise Control (2020) - (hoofdrol) als Bianca
- De Shaq (2021) - als telefoniste
- Red Sandra (2021) - als dokter Kathy Peters
- Lisa (2021-2022) - (hoofdrol) als Renée Robrechts
- Hidden Assets (2021) - als vrouw met kind
- Fair Trade (2023) - als mevrouw Jacobs
- Het verhaal van Vlaanderen (2023) - als koningin Elizabeth
- Het Geheugenspel (2023) - als jonge Martha
- Déjà Vu 2 (2023) - als gynaecologe